# Marktplatz 17 (Bad Kissingen)

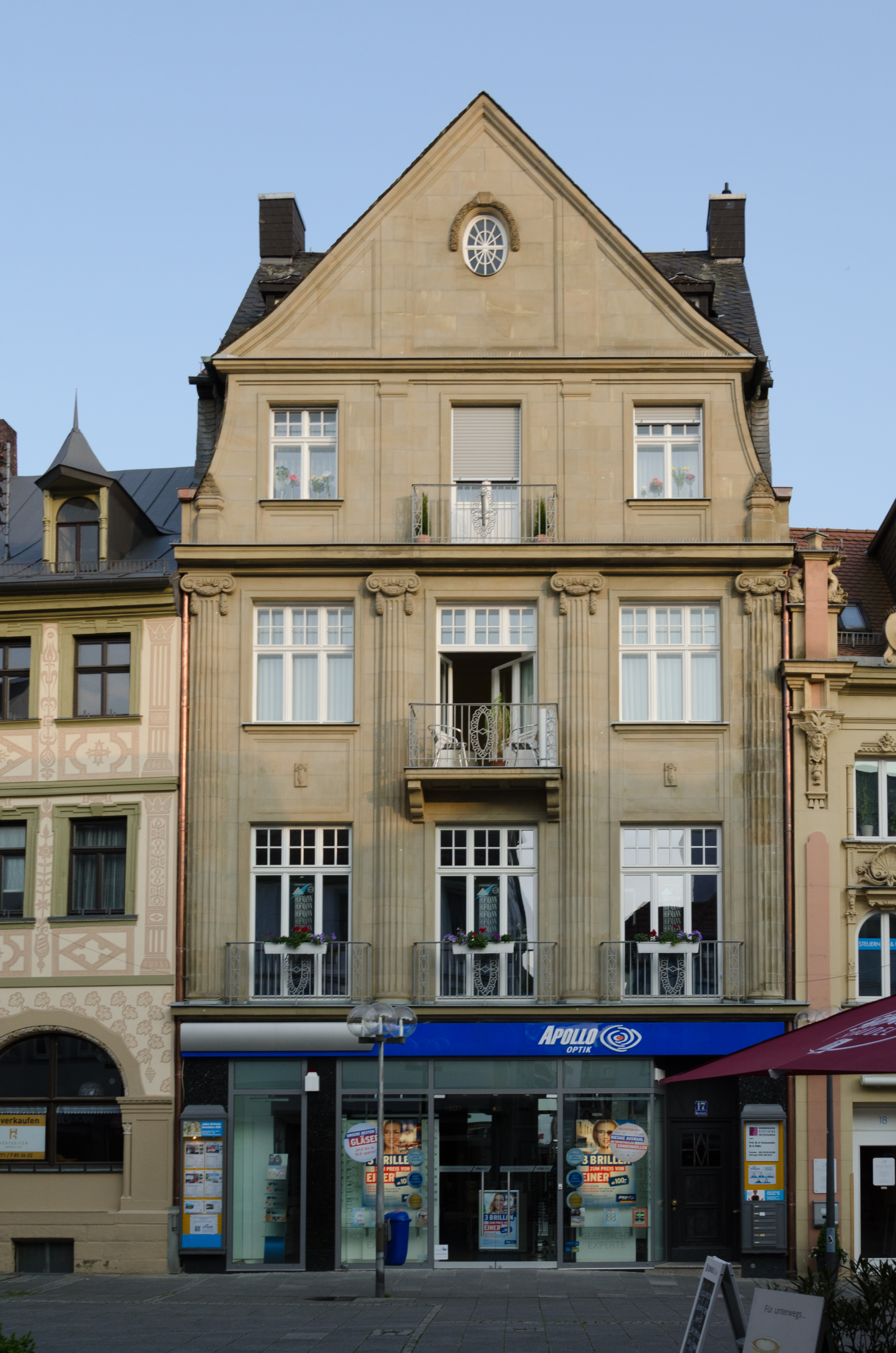
Marktplatz 17 in Bad Kissingen.

Das Gebäude Marktplatz 17 in Bad Kissingen, der Großen Kreisstadt des unterfränkischen Landkreises Bad Kissingen befindet sich auf dem Marktplatz des Ortes, gehört zu den Bad Kissinger Baudenkmälern und ist unter der Nummer D-6-72-114-62 in der Bayerischen Denkmalliste registriert.

## Geschichte
Am Standort des Anwesens befand sich zuvor ein schlichterer zweigeschossiger Traufseitbau. Das heutige Anwesen entstand im Jahr 1912 als dreigeschossiger, mit Sandstein bekleideter Giebelbau im klassizisierendem Jugendstil, es wurde vom Bad Kissinger Architekt Carl Krampf errichtet. Der Mansardengiebel erfüllt die Funktion eines vierten Geschosses. Das Anwesen ist eines von mehreren Beispielen für die bauliche Entwicklung am Bad Kissinger Marktplatz, bei der kleinere Gebäude in der Zeit nach 1900 durch größer dimensionierte Bauten ersetzt wurden.
Während der Zeit des Nationalsozialismus wurden zwei Anwohner des Anwesens, Ludwig Kissinger und Selma Wolff, geb. Kissinger, verfolgt. Ludwig Kissinger wurde am 14. Juni 1942 in das Vernichtungslager Sobibor deportiert und dort kurz nach seiner Ankunft ermordet. Selma Wolff, geb. Kissinger und ihr Mann wurden am 30. Oktober 1941 in das Ghetto Litzmannstadt deportiert. Im Mai 1942 wurden beide in das Vernichtungslager Kulmhof verschleppt und dort ermordet. An sie erinnern drei Stolpersteine vor dem Anwesen.
In dem Anwesen befindet sich heute ein Optikergeschäft.